# Ludvík Vaculík
Ludvík Vaculík  (23 de julho de 1926 - 6 de junho de 2015) foi um escritor e jornalista tchecoslovaco.
| “ | A liberdade só existe onde não é invocada | ” |

## Vida
Vaculík formou-se como sapateiro na fábrica de calçados Baťa em Zlin de 1942 a 1943, onde continuou a trabalhar até 1946. De 1946 a 1951, ele estudou na Escola de Política e Ciências Sociais de Praga.
Trabalhou como educador em lares de aprendizes, de 1953 a 1957, como editor no departamento de literatura política do órgão partidário Rudé právo, depois como editor de programas para jovens na Rádio Tchecoslovaca. Ele finalmente começou a trabalhar para a revista Literární noviny em 1965. No 4º Congresso da União dos Escritores da Tchecoslováquia, em junho de 1967, ele não se conteve em suas críticas ao desenvolvimento social na Tchecoslováquia. “O discurso de Vaculík chocou os escritores reunidos na sala, embora a maioria tenha partilhado a sua opinião. Ele quebrou todos os tabus que ele e seus colegas observaram até agora para não colocar em risco a liberdade limitada de sua associação e de sua imprensa. Desde fevereiro de 1948, o Partido Comunista da Tchecoslováquia (PCT) não era criticado tão claramente em público”. Em seguida, ele foi expulso do PCT, ao qual pertencia desde 1945.
Na Primavera de Praga, ele emergiu por meio do Manifesto de Palavras de 2000, uma análise pública geral do poder totalitário. Mais tarde, ele foi um dos co-fundadores da “Carta 77”, o grupo tcheco de direitos humanos formado após a Conferência para a Segurança e Cooperação na Europa. Como dissidente, Vaculík foi perseguido e pessoalmente difamado pelas autoridades de segurança do Estado até a queda do Muro de Berlim.
Nos anos 1970 fundou a editora samizdat Edice Petlice (editora atrás das grades), na qual distribuiu por conta própria quase 400 obras de autores proibidos até 1989.
Após a queda do Muro, Vaculík escreveu principalmente seções sobre problemas diários.